# Bob Odenkirk
Robert (Bob) John Odenkirk (Berwyn, 22 oktober 1962) is een Amerikaanse komiek, televisie- en filmacteur, Scenarioschrijver en regisseur.

## Biografie
Bob Odenkirk werd geboren in Berwyn, Illinois, als de zoon van Barbara en Walter Odenkirk. Hij groeide op in het naburige Naperville, een plaats die hij haatte en later omschreef als "a dead end, like Nowheresville". Zijn ouders scheidden en door de alcoholproblemen van zijn vader, die een baan had in de printindustrie, kreeg Bob al op jonge leeftijd een afkeer van alcohol. Walter Odenkirk overleed in 1995 aan botkanker.
Odenkirk ging naar Naperville North High School en sloot zich nadien aan bij Marquette University in Milwaukee. Later maakte hij de overstap naar Southern Illinois University Carbondale. Hij schreef komische teksten voor het radiostation van beide universiteiten en trad ook op in verscheidene live-uitzendingen. Na drie jaar aan de universiteit verhuisde Odenkirk naar Chicago, waar hij zich focuste op een carrière als komiek en improvisator. Hij volgde les bij Del Close en sloot zich aan bij het improvisatietheater The Players Workshop, waar hij zijn latere collega Robert Smigel leerde kennen. Hij trad net als komieken Tim Meadows en Chris Farley ook op in de Improv Olympic. Het Brits sketchprogramma Monty Python's Flying Circus had een grote invloed op de komische stijl van Odenkirk.
Op 27 juli 2021 kreeg Odenkirk een hartaanval op de set van Better Call Saul. De opnames werden enkele maanden uitgesteld omdat Odenkirk moest rusten.
In april 2022 kreeg Odenkirk en ster op de Hollywood Walk of Fame.

## Carrière

### Saturday Night Live
In 1987 werd Odenkirk aangenomen als scenarist voor het populaire sketchprogramma Saturday Night Live. Hij werkte als schrijver regelmatig samen met onder meer Robert Smigel en Conan O'Brien, met wie hij goed bevriend werd. In de zomer van 1988 trad het trio in Chicago op met een theaterproductie genaamd Happy Happy Good Show. Een jaar later stond Odenkirk met de eenmansshow Show-Acting Guy op de planken. In 1991 werkte hij ook mee aan Flag Burning Permitted in Lobby Only. Voor die theatershow bedacht hij het personage "Matt Foley, Motivational Speaker", dat later door Chris Farley zou vertolkt worden in SNL.
Odenkirk kreeg ook kleine acteerrollen in SNL. Zo was hij in 1991 te zien aan de zijde van Phil Hartman en Mike Myers in de sketch "Bad Idea Jeans". Hoewel Odenkirk vanaf het begin van de jaren 90 mocht samenwerken met talentvolle nieuwkomers als Adam Sandler, David Spade, Chris Rock en Chris Farley besloot hij in 1991 om SNL te verlaten. Met het schrijversteam van SNL won Odenkirk in 1989 een Emmy Award in de categorie "Outstanding Writing for a Variety Series".

### Jaren naSNL
Na zijn afscheid bij SNL werkte Odenkirk mee aan tal van komische tv-programma's. Hij schreef scenario's voor de sitcom Get a Life, waarin acteur Chris Elliott de hoofdrol vertolkte, en The Dennis Miller Show. Vanaf 1992 mocht hij als acteur en scenarist meewerken aan The Ben Stiller Show van komiek Ben Stiller, met wie hij tijdens zijn periode bij SNL nog een kantoor had gedeeld. In 1993 won hij met de schrijvers van de show een Emmy in de categorie "Outstanding Writing for a Variety Series", maar op dat ogenblik was The Ben Stiller Show al geannuleerd.
In 1993 werd zijn vroegere collega Conan O'Brien presentator van Late Night. Odenkirk werkte als scenarist mee aan de eerste twee seizoenen van het komisch praatprogramma. Datzelfde jaar vertolkte hij ook het personage Stevie Grant, de belangenvertegenwoordiger van het titelpersonage in de satirische sitcom The Larry Sanders Show. Daarnaast was Odenkirk ook te zien in de sitcoms Roseanne en The Jackie Thomas Show.

### Mr. Show
Tijdens zijn periode bij The Ben Stiller Show leerde hij David Cross kennen. De twee vormden al snel een komisch duo dat regelmatig live optrad. Hun optredens evolueerden in 1995 in het tv-programma Mr. Show with Bob and David. Ook de jonge en nog onbekende komieken Sarah Silverman, Jack Black, Tom Kenny, Mary Lynn Rajskub en Brian Posehn werkten mee aan het sketchprogramma van HBO. De show kreeg positieve recensies en werd meermaals genomineerd voor een Emmy, maar slaagde er desondanks niet in om zijn reputatie als cultshow kwijt te raken. Het programma bereikte nooit een breed publiek en werd in 1998 stopgezet. Nadien schreven de tv-makers de film Run Ronnie Run, dat gebaseerd was op een sketch uit het eerste seizoen van Mr. Show. Tijdens de montage van de film trok de studio de productie naar zich toe, tot grote ergernis van Cross en Odenkirk, die dan ook niet tevreden waren met het eindresultaat.

### Jaren naMr. Show
In de jaren na Mr. Show acteerde Odenkirk in tal van tv-reeksen. Zo had hij bijrollen in bekende series als Arrested Development, Seinfeld, NewsRadio, Curb Your Enthusiasm, Joey, Weeds, Everybody Loves Raymond, Entourage en How I Met Your Mother. Odenkirk werd op een gegeven moment ook geselecteerd om in de huid te kruipen van Michael Scott, het hoofdpersonage in de Amerikaanse versie van The Office. De prestigieuze rol ging uiteindelijk naar Steve Carell, die de eerste keuze van de producenten was. In het laatste seizoen van de sitcom kreeg Odenkirk een gastrol.

### Breaking BadenFargo

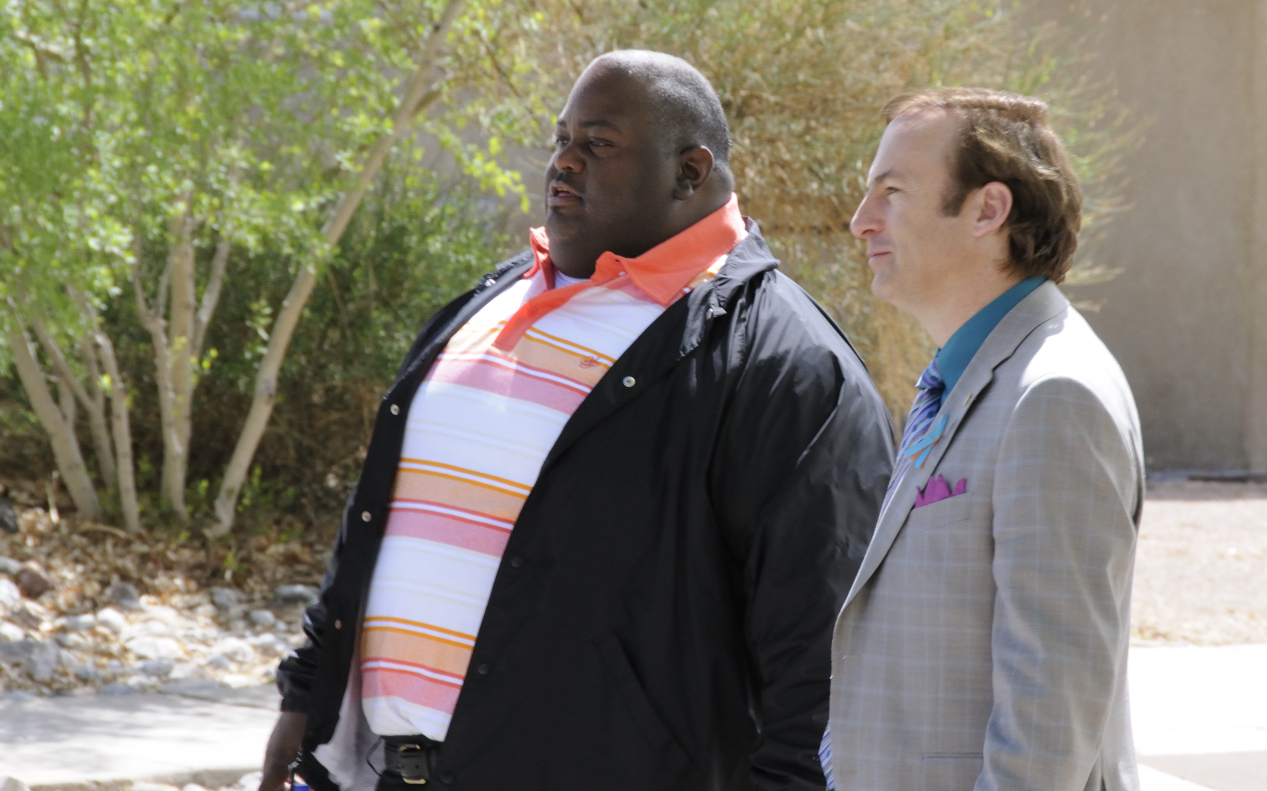
Lavell Crawford en Bob Odenkirk in Breaking Bad.

In 2009 werd hij toegevoegd aan de cast van het tweede seizoen van de dramaserie Breaking Bad. Aanvankelijk ging het om een gastrol voor drie afleveringen, maar in de daaropvolgende seizoenen keerde Odenkirks personage, de criminele advocaat Saul Goodman, regelmatig terug en groeide het uit tot een van de populairste personages van de serie. Op 11 september 2013 kondigde AMC een spin-off van Breaking Bad aan. In de nieuwe serie, getiteld Better Call Saul, is Odenkirks personage de protagonist. In 2014 won hij met de cast van Breaking Bad een Screen Actors Guild Award in de categorie Outstanding Performance by an Ensemble in a Drama Series.
In 2014 ging op FX de miniserie Fargo in première. In de reeks, die gebaseerd was op de gelijknamige film van Joel en Ethan Coen, vertolkte Odenkirk politieagent Bill Oswalt. De miniserie won twee Emmy Awards.

### Better Call Saul
Bob Odenkirk hernam de rol van Saul Goodman (Jimmy McGill) in de Breaking Bad spin-off serie Better Call Saul. Hij speelde deze rol van 2015 t.e.m. 2022, wanneer de serie tot een einde kwam. In totaal heeft hij dus dertien jaar het personage van Saul Goodman gespeeld, wat dit zijn langst gespeelde rol maakt.

### Filmcarrière
Odenkirks eerste filmrollen waren kleine bijrollen in komedies van vroegere SNL-collega's. Zo was hij in de jaren 90 te zien in onder meer The Cable Guy, Wayne's World 2 en The Truth About Cats & Dogs.
In 2003 regisseerde Odenkirk zijn eerste langspeelfilm. Melvin Goes to Dinner was een verfilming van hoofdrolspeler Michael Bliedens toneelstuk Phyro-Giants! Zijn echtgenote Naomi was als producent bij de verfilming betrokken. Drie jaar later werkte Odenkirk met acteur Will Arnett samen aan de komedie Let's Go to Prison. Ondanks negatieve recensies werd deze een financieel succes. Een jaar later maakte het duo The Brothers Solomon. De komedie werd een grote flop; de productie van $10 miljoen bracht slechts een tiende van zijn budget op.
Odenkirk regisseerde ook een segment voor de onsuccesvolle komedie Movie 43. Het segment, getiteld Find Our Daughter, werd niet in de uiteindelijke film opgenomen, maar is wel terug te vinden op de Blu-ray Disc van de film. Odenkirk kreeg net als de overige regisseurs en scenaristen van Movie 43 twee Golden Raspberry Awards.
In 2013 vertolkte Odenkirk een bijrol in de roadmovie Nebraska van regisseur Alexander Payne. De film werd genomineerd voor zes Academy Awards.
In 2021 speelde Odenkirk de hoofdrol in de goed ontvangen actiefilm Nobody waarvoor hij zich fysiek uitvoerig voorbereidde.